# Festuca francoi
Festuca francoi är en gräsart som beskrevs av Fern.Prieto, C.Aguiar, E.Días och M.I.Gut. Festuca francoi ingår i släktet svinglar, och familjen gräs. Inga underarter finns listade i Catalogue of Life.